# Jan Veth
Jan Pieter Veth (Dordrecht, 18 mei 1864 - Amsterdam, 1 juli 1925) was een Nederlandse kunstschilder, dichter, kunstcriticus en hoogleraar kunstgeschiedenis en estheticus.  Jan Veth werd vooral bekend door zijn portretten en zijn werk als kunstcriticus. Zijn invloedrijkste boeken zijn Derkinderens wandschildering in het Bossche stadhuis (1892) en Kunst en Samenleving (1894). Het laatste boek werd een handboek voor de Nieuwe kunst, de art nouveau, in Nederland.

## Levensloop
Jan Veth was een zoon van de Dordtse ijzerhandelaar en liberale politicus Gerrardus Huibert Veth en Anna Cornelia Giltay. Van moederskant stamde hij af van het Dordtse kunstschildersgeslacht Van Strij; zijn moeder was een kleindochter van Jacob van Strij. Hij trouwde op 10 augustus 1888 met Anna Dorothea Dirks. Uit dit huwelijk werden vijf kinderen geboren. Hij was een oom van de illustrator, cartoonist, journalist en schrijver Cornelis Veth.

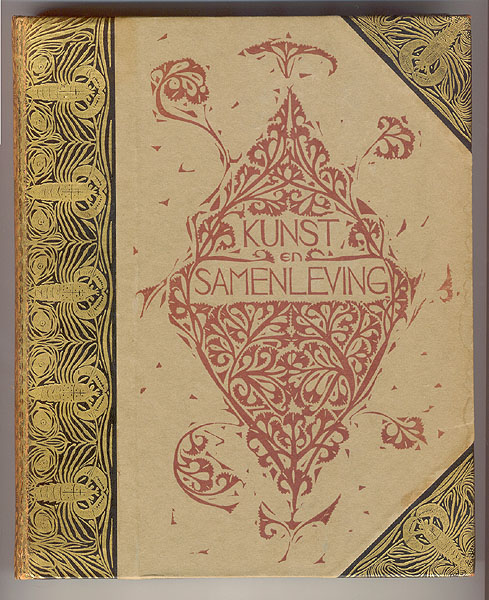
Kunst en samenleving. Bandontwerp en illustraties G.W. Dijsselhof

Veth kreeg zijn schildersopleiding aan de Rijksakademie van beeldende kunsten te Amsterdam. Met enkele van zijn medestudenten was hij de oprichter van de kunstenaarsvereniging Sint Lucas. Vanaf 1885 ging hij met de schilder Anton Mauve in het Gooise Laren werken. Na zijn huwelijk vestigde hij zich in de wijk Het Spiegel in Bussum. Daar gaf hij van 1894-1896 les aan Nelly Bodenheim, een van de Amsterdamse Joffers, die zich verder wilde bekwamen in tekenen en lithograferen.
Jan Veth is vooral bekend geworden als portretschilder. Hij schilderde onder andere de portretten van Max Liebermann, Lambertus Zijl, Frank van der Goes, Antoon Derkinderen en vele andere tijdgenoten (waaronder diverse collega-schilders). Daarnaast zijn er veel portretten in lithografie van hem bekend.
Daarnaast was hij dichter. Hij behoorde tot de beweging van Tachtig en publiceerde onder meer in De Nieuwe Gids Aan andere tijdschriften droeg hij vele artikelen over kunst, maar ook litho's bij, zoals aan De Gids, Onze Kunst en De Kroniek.
Voor De kleine Johannes van zijn vriend Frederik van Eeden maakte hij in 1887 het bandontwerp. Hij leverde daarmee een bijdrage aan de ontwikkeling van de boekverzorging in Nederland. Dit deed Jan Veth ook met zijn werk als kunstcriticus. Zijn boek Kunst en Samenleving (1894) is de Nederlandse bewerking van Claims of Decorative Art van Walter Crane, een van de grondleggers van de Arts-and-Craftsbeweging. Het boek werd een handboek niet alleen voor de boekvernieuwing, maar ook voor de Nieuwe kunst, de art nouveau, in Nederland. Kunst en Samenleving was een pleidooi voor samenwerking tussen alle kunstdisciplines om een betere wereld te creëren voor de arbeider, ‘de nieuwe mens’. Veth benadrukte in de inleiding dat de taal van de kunst met zijn verwijzingen naar de klassieke oudheid niet meer begrepen werd. De vormentaal van de kunst moest worden aangepast. Met zijn boek Derkinderens wandschildering in het Bossche stadhuis (1892) had hij eerder al bijgedragen aan de theorievorming van de Nieuwe Kunst.
Als buitengewoon hoogleraar in de kunstgeschiedenis en esthetica was hij verbonden aan de Rijksakademie van beeldende kunsten te Amsterdam.
Op 61-jarige leeftijd overleed Jan Veth in Amsterdam na een operatie te hebben ondergaan.

## Beschermer van stedenschoon

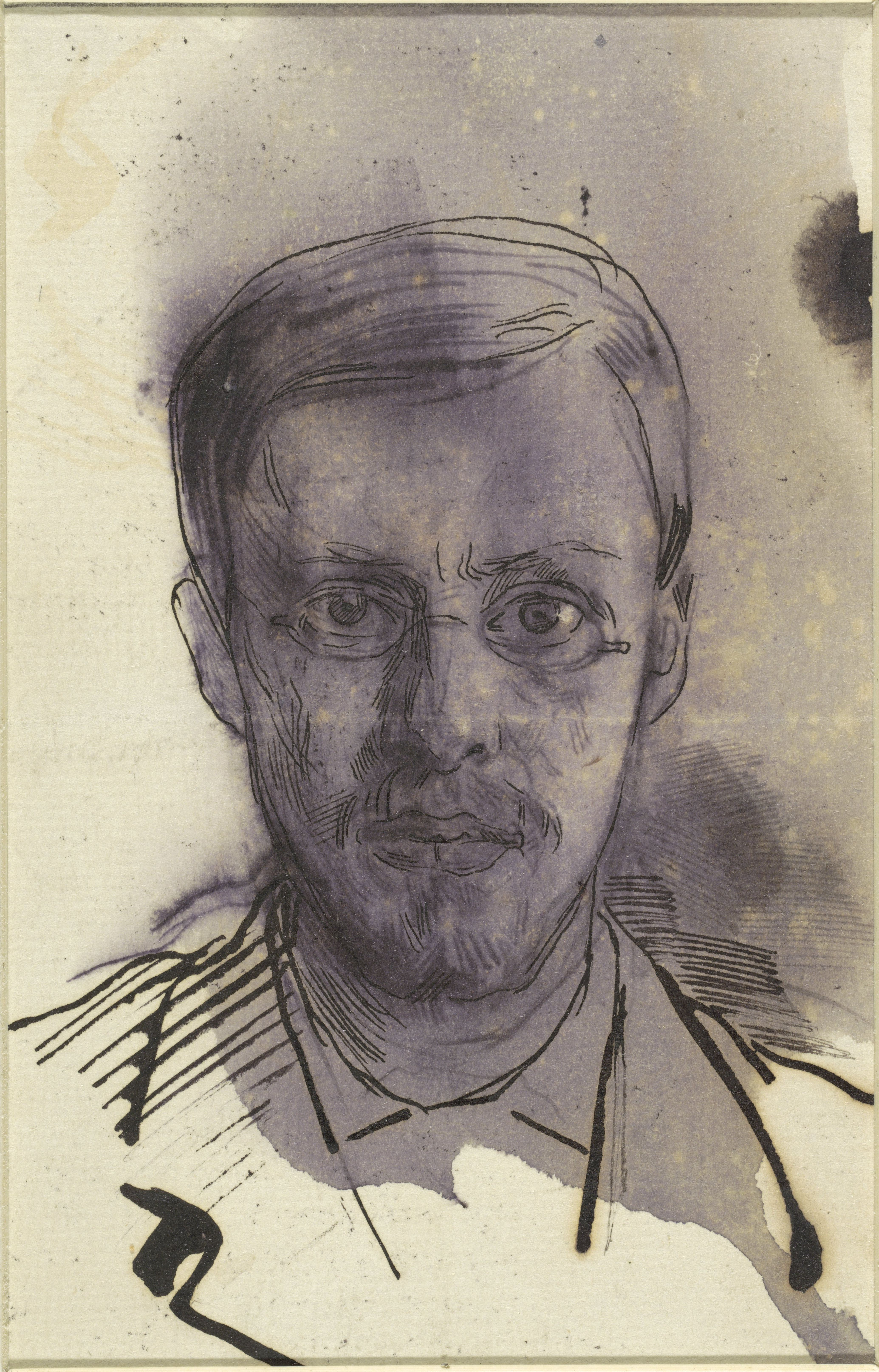
Zelfportret, tekening, Rijksmuseum Amsterdam

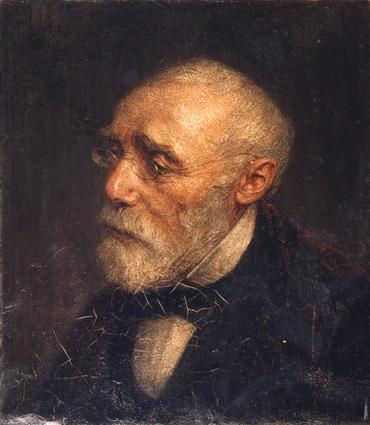
Portret van Jozef Israëls, 1887

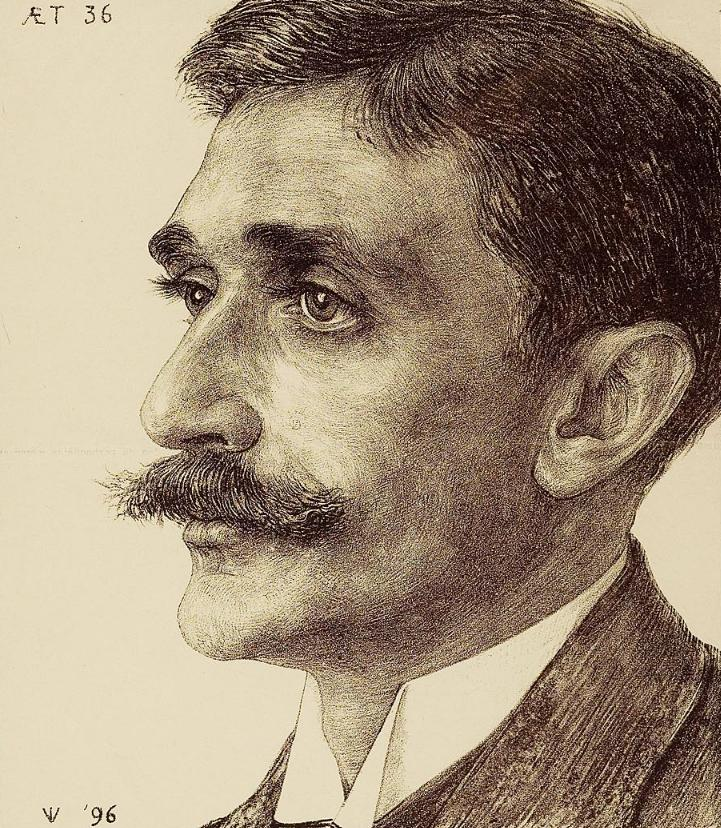
Portret van Willem Leyds, litho, 1896

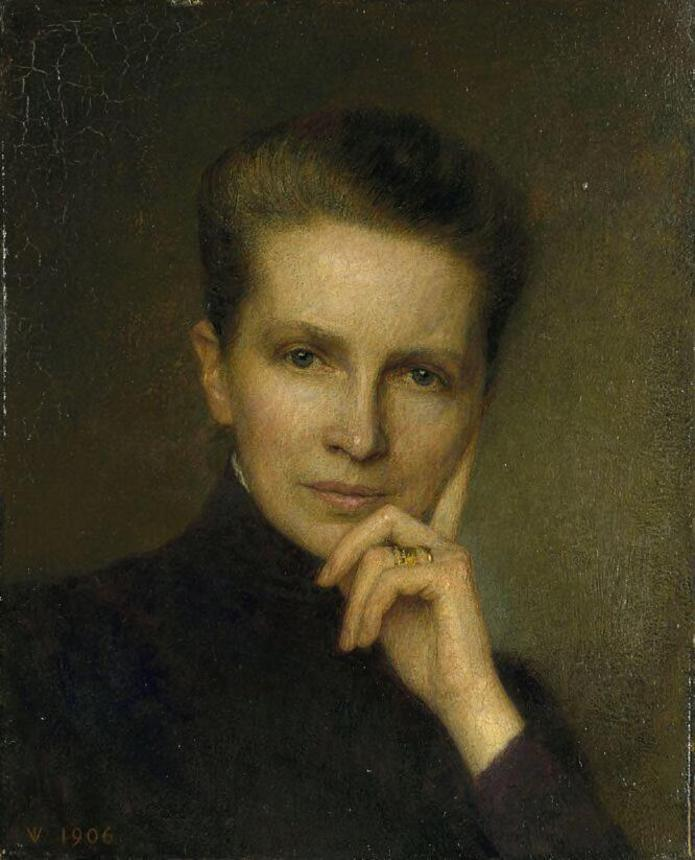
Portret van de schrijfster Christine Boxman, 1906

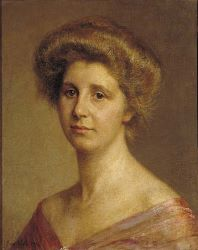
Portret van de componiste Rosy Wertheim, 1912

Jan Veth was in 1918 mede-oprichter van de Vereniging Hendrick de Keyser, die zich het behoud van architectonisch en historisch erfgoed ten doel stelde, en nog steeds stelt. Ook daarvoor al toonde hij zich begaan met historisch stedenschoon. Zijn bekendste wapenfeit op dit gebied was de publicatie in 1901 van het pamflet Stedenschennis, waarin een aanklacht stond tegen de geplande demping van de Reguliersgracht in Amsterdam voor de aanleg van een tramlijn. Even daarvoor had hij de tekst als redevoering uitgesproken op een vergadering van het Koninklijk Oudheidkundig Genootschap. Het pamflet werd gedrukt en verspreid door Amstelodamum, een vereniging voor het behoud van de historische binnenstad van Amsterdam, dat eveneens mede op initiatief van Veth was opgericht in 1900. Mede door het pamflet gingen de plannen van het Amsterdamse gemeentebestuur niet door.

## Werk (selectie)
- Portret van Arnold Aletrino (1885)
- Portret van Albert Verwey (1885)
- Portret van de schilder Maurits van der Valk (1886)
- Larens kind (1886)
- Zelfportret (1886)
- Portret van Prof. Dr. Pieter Johannes Veth (zijn oom) (1886)
- Portret van Lambertus Zijl (1886)
- Portret van Anna Cornelia Veth-Giltay (zijn moeder) (voor 9 mei 1887)
- Portret van Hein Boeken (1887)
- Portret van Frank van der Goes (1887)
- Portret van Frans Lebret (1888)
- Heintje, een Goois meisje (1891)
- Karen (1892)
- Portret van Dr. H.G. Samson (1893)
- Portret van Dr. J.A. Fles (1895)
- Portret van Willem Leyds (1896)
- Portretten van Rudolph Peter Johann Tutein Nolthenius (1897) en zijn vrouw Alieda Maria Tutein Nolthenius (1898)
- Portret van Abraham Kuyper (1899)
- Portret van Gerradus Huibert Veth (zijn vader) (1900)
- Postzegels voor Nederlands-Indië, Curaçao en Suriname met portret van koningin Wilhelmina (1902)
- Portret van Johannes Messchaert (1903)
- Portret van Max Liebermann (1904)
- Portret van Klazina Boxman (1906)
- Portret van August Allebé (1907)
- Portret van mevrouw H.J.E. Wertheim Salomonson-Hijmans (1908)
- Portret van Reinier Cornelis Bakhuizen van den Brink (1909)
- Portret van Rosy Wertheim (1912)
- Portret van Antoon Derkinderen (1915)
- Portret van Dirk Hudig (1917)
- Portret van de heer A.J. Lebret (1920)
- Portret van dr. H.J. Kiewiet de Jonge (1920) oprichter van het Algemeen Nederlands Verbond
- Portret van Jean Pierre Moquette (1921)
- Postzegels voor Nederland met portret van koningin Wilhelmina (vanaf 1924)
- Portret van W.H.J. Oderwald (1925)
- Portret van Diederik Johannes Korteweg, schets
- Scheepswerf
- Straatje in Naarden
- Portret van Elisabeth Ragazzi-van den Wall Bake (1899)

## Verder lezen en kijken
- Johan Huizinga, Leven en werken van Jan Veth (Haarlem 1927)
- Inleiding Kunst en samenleving (1894) Koninklijke Bibliotheek. Geraadpleegd 9 januari 2018
- Jan Veth, DBNL. Geraadpleegd 9 januari 2018
- Jan Veth, Dordrechts Museum. Geraadpleegd 9 januari 2018
- Jan Veth, RKD. Geraadpleegd 9 januari 2018

- Biografisch Portaal: 57902341
- Digitale Bibliotheek voor de Nederlandse Letteren: veth003
- Gemeinsame Normdatei: 119412616
- International Standard Name Identifier: 0000 0000 8205 1020
- Library of Congress Control Number: n85158479
- Nationale Bibliotheek van Tsjechië: xx0194011
- Nationale Bibliotheek van Israël: 987007274519005171
- Nederlandse Thesaurus van Auteursnamen: 069037299
- RKD-Nederlands Instituut voor Kunstgeschiedenis: 80823
- SNAC: w61v5zww
- Système universitaire de documentation: 112163629
- Union List of Artist Names: 500030601
- Virtual International Authority File: 20490271
- WorldCat: E39PBJdx7Dkj3dkpfphkQyrg8C